# Drommatjärnen
Drommatjärnen är en sjö i Bjurholms kommun i Ångermanland och ingår i Öreälvens huvudavrinningsområde. Drommatjärnen ligger i Öreälven Natura 2000-område.